# Reyna (Cameroun)
Pour les articles homonymes, voir Reyna.
Reyna est un village du Cameroun situé dans le département du Mayo-Rey et la région du Nord. Sur le plan administratif, il fait partie de la commune de Tcholliré et, sur le plan coutumier, du lamidat de Rey-Bouba. Il est situé à 2km de Laboun.

## Population
Lors du recensement de 2005, le village comptait 220 habitants.

## Éducation
Le village dispose de 2 salles de classe pour l'éducation de base.